# 東海大学吹奏楽研究会
東海大学吹奏楽研究会（とうかいだいがくすいそうがくけんきゅうかい、Tokai University Symphonic Band）は、日本のアマチュア吹奏楽団。東海大学に属する吹奏楽クラブである。2023年時点で全日本吹奏楽コンクールに通算14回出場している（金賞9回、銀賞4回、銅賞1回）。全日本アンサンブルコンテストにも通算9回出場している(金賞4回、銀賞4回、銅賞1回）。

## 歴史
- 1960年 望星会吹奏楽団として創立
- 1962年 望星会吹奏楽団から吹奏楽研究会へ改称
- 1979年 全日本吹奏楽コンクール初出場(指揮・上原圭詞)
- 2006年 全日本アンサンブルコンテスト初出場
- 2007年 全日本アンサンブルコンテストで初の金賞受賞
- 2012年 全日本吹奏楽コンクールで初の金賞受賞(指揮・福本信太郎)
- 2017年 通算5回目の全日本吹奏楽コンクール金賞受賞を達成[1]
- 2018年
  - マーチングステージ全国大会初出場 D２部門 優秀賞・講評者特別賞受賞[2][3]、
  - 全日本吹奏楽コンクールで3年連続6回目の金賞受賞[4]
- 2019年
  - 創部60周年
  - マーチングステージ全国大会 D２部門 優秀賞・講評者特別賞2年連続受賞
  - 全日本アンサンブルコンテストに3年連続出場
  - 全日本吹奏楽コンクールで4年連続7回目の金賞受賞（4年連続金賞受賞は創部初）
- 2020年
  - マーチングステージ全国大会 D２部門 優秀賞・講評者特別賞3年連続受賞

## 全日本吹奏楽コンクールの成績
| 年   | 回 | 指揮者     | 課題曲                                                               | 自由曲                                                                            | 賞                       |
| ---- | -- | ---------- | -------------------------------------------------------------------- | --------------------------------------------------------------------------------- | ------------------------ |
| 1979 | 27 | 上原圭詞   | B:プレリュード 浦田健次郎                                            | 交響詩「ローマの祭り」より IV.主顕祭 レスピーギ                                   | 銀                       |
| 1980 | 28 | 上原圭詞   | C:北海の大漁歌 岩河三郎                                              | 交響曲 より 第4楽章 矢代秋雄                                                      | 東京大会:銀              |
| 1981 | 29 | 上原圭詞   | B:東北地方の民謡によるコラージュ 櫛田胅之扶                          | バッカナール（饗宴） 黛敏郎                                                       | 東京大会:銀              |
| 1982 | 30 | 上原圭詞   | B:序奏とアレグロ 木下牧子                                            | 交響曲第2番《鐘》 ハチャトゥリアン／上原圭詞編                                    | 東京大会:銀              |
| 1983 | 31 | 上原圭詞   | B:白鳳狂詩曲 藤掛廣幸                                                | 交響曲 より 第1楽章 松村禎三(上原圭詞)                                            | 銀                       |
| 1984 | 32 | 上原圭詞   | B:吹奏楽のための土俗的舞曲 和田薫                                    | 吹奏楽のための組曲「能面」 小山清茂(上原圭詞)                                     | 銀                       |
| 1985 | 33 | 上原圭詞   | B:吹奏楽のための交響詩「波の見える風景」 真島俊夫                    | 第七の封印 マクベス                                                               | 東京大会:銀              |
| 1986 | 34 | 上原圭詞   | D:コンサート・マーチ「テイク・オフ」 建部知弘                        | 神の恵みを受けて マクベス                                                         | 東京大会:銅              |
| 1987 | 35 | 上原圭詞   | A:風紋 保科洋                                                        | 交響詩「ローマの祭り」 O.レスピーギ／上原圭詞編                                   | 東京大会:銅              |
| 1990 | 38 | 上原圭詞   | A:ランドスケイプ―吹奏楽のために 池辺晋一郎                           | 組曲「まりも幻想」 石井歓                                                         | 東京大会:銅              |
| 1991 | 39 | 上原圭詞   | B:コーラル・ブルー 沖縄民謡「谷茶前」の主題による交響的印象 真島俊夫 | 舞踊曲「サロメ」 伊福部昭                                                         | 東京大会:銅              |
| 2001 | 49 | 平井直樹   | Ⅱ:平和への行列 戸田顕                                                | ディオニソスの祭 シュミット                                                       | 東京大会:銅              |
| 2002 | 50 | 定岡利典   | Ⅳ:吹奏楽のためのラプソディア 足立正                                  | 楽劇「サロメ」より 7つのヴェールの踊り R.シュトラウス／ハインズレー編             | 東京大会:銅              |
| 2003 | 51 | 定岡利典   | Ⅳ:マーチ「ベスト・フレンド」 松浦伸吾                                | 春になって、王たちが戦いに出るに及んで ホルジンガー                               | 東京大会:銀              |
| 2005 | 53 | 定岡利典   | V:リベラメンテ 吹奏楽による 出塚健博                                 | アルプス交響曲 R.シュトラウス                                                     | 東京大会:金 (代表ならず) |
| 2006 | 54 | 定岡利典   | Ⅲ:パルセイション 木下牧子                                            | 交響詩「海」より Ⅲ.風と海との対話 ドビュッシー／定岡利典編                        | 東京大会:銀              |
| 2007 | 55 | 定岡利典   | V:ナジム・アラビー 松尾善雄                                          | ハンガリー民謡「くじゃく」による変奏曲 コダーイ(森田一浩)                         | 東京大会:金 (代表ならず) |
| 2008 | 56 | 定岡利典   | Ⅰ:ブライアンの休日 内藤淳一                                          | 交響三章 より 第3楽章 三善晃                                                      | 東京大会:銅              |
| 2009 | 57 | 定岡利典   | V:躍動する魂〜吹奏楽のための 江原大介                                | 交響詩「ティル・オイレンシュピーゲルの愉快ないたずら」 R.シュトラウス／定岡利典編 | 東京大会:銀              |
| 2010 | 58 | 福本信太郎 | V:吹奏楽のためのスケルツォ第2番《夏》 鹿野草平                       | バレエ音楽「中国の不思議な役人」 バルトーク／加養浩幸編                           | 東京大会:金 (代表ならず) |
| 2011 | 59 | 福本信太郎 | V:「薔薇戦争」より戦場にて 山口哲人                                  | 交響詩「ローマの祭り」 レスピーギ／佐藤正人編                                     | 銀                       |
| 2012 | 60 | 福本信太郎 | V:香り立つ刹那 長生淳                                                | 紺碧の波濤 長生淳                                                                 | 金                       |
| 2013 | 61 | 福本信太郎 | V:流沙 広瀬正憲                                                      | 久堅の幹 長生淳                                                                   | 金                       |
| 2014 | 62 | 福本信太郎 | V:きみは林檎の樹を植える 谷地村博人                                  | 輪廻の八魂～仁・義・礼・智・忠・信・孝・悌～ 樽屋雅徳                             | 金                       |
| 2015 | 63 | 福本信太郎 | V:暁闇の宴 朴守賢                                                    | 遥か天鵞絨 朴守賢                                                                 | 銅                       |
| 2016 | 64 | 福本信太郎 | V:焔 島田尚美                                                        | 時に道は美し～愛について～ 長生淳                                                 | 金                       |
| 2017 | 65 | 福本信太郎 | V:メタモルフォーゼ〜吹奏楽のために 川合清裕                          | 昂揚の漣 長生淳                                                                   | 金                       |
| 2018 | 66 | 福本信太郎 | V:エレウシスの祭儀 咲間貴裕                                          | トリトン・エムファシス 長生淳                                                     | 金                       |
| 2019 | 67 | 福本信太郎 | Ⅴ:ビスマス・サイケデリアI 日景貴文                                   | バレエ音楽「中国の不思議な役人」 バルトーク／加養浩幸編                           | 金                       |
| 2021 | 69 | 福本信太郎 | Ⅲ:僕らのインベンション 宮川彬良                                      | バレエ音楽「三角帽子」より ファリャ／石津谷治法編                                 | 金                       |
| 2022 | 70 | 福本信太郎 | Ⅴ:憂いの記憶-吹奏楽のための 前川保                                   | 組曲《惑星》より木星 ホルスト                                                     | 東京大会:金 (代表ならず) |
| 2023 | 71 | 福本信太郎 | Ⅲ:レトロ 天野正道                                                    | 喜色満海 長生淳                                                                   | 金                       |

## 全日本アンサンブルコンテストの成績
| 年   | 回                                         | 編成                                       | 曲目/作曲                                                       | 賞                                         |
| ---- | ------------------------------------------ | ------------------------------------------ | --------------------------------------------------------------- | ------------------------------------------ |
| 2006 | 29                                         | 管楽八重奏                                 | 「テレプシコーレ舞曲集」より M.プレトリウス／高橋典秀、藤木勲編 | 銅                                         |
| 2007 | 30                                         | 管楽八重奏                                 | 「テレプシコーレ舞曲集」より M.プレトリウス／高橋典秀編         | 金                                         |
| 2008 | 31                                         | 管打八重奏                                 | 「テレプシコーレ舞曲集」より M.プレトリウス／高橋典秀編         | 銀                                         |
| 2010 | 33                                         | 金管八重奏                                 | 「幻影」より I.切り裂かれた都市 小長谷宗一                      | 金                                         |
| 2011 | 34                                         | 金管八重奏                                 | 「幻影」よりⅡ.すれ違う心Ⅲ.歪んだ時間 小長谷宗一                 | 銀                                         |
| 2012 | 金管八重奏:都大会 銀、管楽八重奏:都大会 銀 | 金管八重奏:都大会 銀、管楽八重奏:都大会 銀 | 金管八重奏:都大会 銀、管楽八重奏:都大会 銀                      | 金管八重奏:都大会 銀、管楽八重奏:都大会 銀 |
| 2013 | 木管三重奏:都大会 銀                       | 木管三重奏:都大会 銀                       | 木管三重奏:都大会 銀                                            | 木管三重奏:都大会 銀                       |
| 2014 | 37                                         | 金管八重奏                                 | 月の旅人 高橋宏樹                                               | 銀                                         |
| 2015 | 木管四重奏:都大会 金                       | 木管四重奏:都大会 金                       | 木管四重奏:都大会 金                                            | 木管四重奏:都大会 金                       |
| 2016 | 木管五重奏:都大会 銀、金管八重奏:都大会 金 | 木管五重奏:都大会 銀、金管八重奏:都大会 金 | 木管五重奏:都大会 銀、金管八重奏:都大会 金                      | 木管五重奏:都大会 銀、金管八重奏:都大会 金 |
| 2017 | 40                                         | 金管八重奏                                 | 「高貴なる葡萄酒を讃えて」より G.リチャーズ／吉田健太編         | 銀                                         |
| 2018 | 41                                         | 木管八重奏                                 | 3つの幻影 松下倫士                                              | 金                                         |
| 2019 | 42                                         | 木管八重奏                                 | 土蜘蛛伝説～能「土蜘蛛」の物語による狂詩曲 松下倫士             | 金                                         |

## 公演・出演
- 建国記念の日 奉祝パレード - 毎年2月11日、マーチングバンドとして出演(原宿表参道周辺:外苑いちょう並木-青山通り-表参道-明治神宮）
- スプリングコンサート - 毎年4月頃、伊勢原市民文化会館(大ホール)で開催
- 銀座ゴールデンパレード - 毎年5月5日、マーチングバンドとして出演(銀座1～8丁目歩行者天国)
- サマーコンサート - 毎年6月下旬または7月上旬頃開催(秦野市文化会館、相模女子大学グリーンホール、厚木市文化会館(大ホール)など開催経験有）
- 定期演奏会 - 毎年12月頃、横浜みなとみらいホール(大ホール)で開催(過去には府中の森芸術劇場、杉並公会堂、ミューザ川崎シンフォニーホールなど開催経験有）
- 21世紀の吹奏楽“響宴” - 毎年3月頃、文京シビックホール(大ホール)で開催  協賛団体として4回出演
- DREAM CONCERT - 毎年各地方で地元の学校と共演
- 大学ジョイントコンサート - 2015年から毎年開催。東西の垣根を超え、大学同士での交流を積極的に行う。
- その他 - 入学式・卒業式(湘南キャンパス)やオータムコンサートでの学内演奏、野球・箱根駅伝応援、依頼演奏など

## 地方公演の日程
| 年   | 月日/時間             | 会場                              | タイトル                                                  | 備考 |
| ---- | --------------------- | --------------------------------- | --------------------------------------------------------- | --- |
| 2014 | 5月18日(日)           | りゅーとぴあ 新潟市民芸術文化会館 | Spring Concert in Niigata                                 | |
| 2015 | 5月9日(土)/18:00      | 岩沼市民会館                      | 東北復興祈念コンサート                                    | |
| 2015 | 5月10日(日)/14:00     | 山形県県民会館 (やまぎんホール)   | 東北復興祈念コンサート                                    | |
| 2016 | 5月21日(土)/14:00     | 金沢歌劇座                        | Spring Concert in 金沢 (東海大学石川県校友会設立記念事業) | （ジョイント団体） 金沢市中学校吹奏楽団                                                                       |
| 2017 | 5月14日(日)/15:30     | 倉敷市民会館                      | DREAM CONCERT 2017 in 倉敷                                | 課題曲クリニック（14:00〜15:00） （ジョイント団体） 倉敷市立北中学校吹奏楽部 岡山県立倉敷商業高等学校吹奏楽部 |
| 2018 | 6月24日(日)/13:30     | あましんアルカイックホール        | DREAM CONCERT 2018 in 尼崎                                | （ジョイント団体） 尼崎市立尼崎双星高等学校吹奏楽部 東海大学付属仰星高等学校吹奏楽部 滝川第二高等学校吹奏楽部 |
| 2019 | 6月23日(日)/13:30     | リンクステーション青森            | DREAM CONCERT 2019 in 青森                                | （ジョイント団体） 青森市立新城中学校吹奏楽部 青森山田中学高等学校吹奏楽部                                    |
| 2019 | 9月16日(月・祝)/15:00 | 長野県・サントミューゼ            | DREAM CONCERT 2019 in 上田                                | （ジョイント団体） 長野県小諸高等学校吹奏楽部 東海大学付属諏訪高等学校吹奏楽部 長野県豊科高等学校吹奏楽部     |

## 音楽スタッフ
- 福本 信太郎 - 常任指揮者
- 加養 浩幸 - 音楽監督
- 松本 たか子 - 音楽トレーナー・ドリルインストラクター

## 備考
活動場所は平塚市湘南キャンパスであるが、大学本部が渋谷区代々木キャンパスにあるため、東京都大学吹奏楽連盟に属している。これにより、コンクールやアンサンブルコンテストなどの吹奏楽連盟主催事業は神奈川県ではなく、東京都の大会に出場することになる。だが、コンサートなどの自主公演や依頼演奏は、活動場所から近い神奈川県内で行うことが多い。